# José Faria
José Mehdi Faria ou José Mehdi Benfaria (Rio de Janeiro, 26 de abril de 1933 — Rabat, 8 de outubro de 2013) foi um futebolista e treinador de futebol brasileiro radicado no Marrocos. Seu trabalho mais conhecido foi na Seleção Marroquina de Futebol, entre 1983 e 1988.

## Carreira

### Como jogador
A carreira de Faria como atleta foi rápida, tendo durado até 1960. O então atacante defendeu Bonsucesso, Fluminense e Bangu, até encerrar sua carreira com apenas 27 anos.

### Como técnico
Em 1968, Faria iniciaria sua trajetória como técnico, nas categorias de base do Fluminense, onde permaneceu até 1979. No mesmo ano, assumiu o comando da Seleção Qatariana Sub-19, e em seguida comandaria o Al-Sadd.
Mudou-se para o Marrocos em 1983, sendo contratado pelo FAR Rabat, e paralelamente treinaria a Seleção local, no lugar do compatriota Jaime Valente. Seu maior feito no comando dos "Leões do Atlas" foi levar o Marrocos às oitavas-de-final da Copa de 1986, tornando-o a primeira seleção africana a passar da primeira fase de um Mundial. Ao final de seu contrato, rejeitou uma proposta da Inter de Milão. Seu último clube foi o Olympique Khouribga, treinado por ele entre 1995 e 1997, ano de sua aposentadoria.
Ainda na década de 1980, Faria converteu-se ao islamismo, incorporando "Mehdi" e "Ben" ao nome de batismo.

## Homenagem e morte
Em 5 de outubro de 2013, José Faria foi homenageado com uma partida entre ex-jogadores marroquinos e do Real Madrid, tendo inclusive recebido um abraço do ex-zagueiro e capitão da equipe espanhola, Fernando Hierro.
Três dias depois, em 8 de outubro, morreria aos 78 anos em Rabat. A causa da morte não foi divulgada.